# La Rinconada (Peru)
La Rinconada egy település Peruban: az Andokban, 5100 méter tengerszint feletti magasságban található, ezzel a világ legmagasabban fekvő állandó emberi településének számít. Egy aranybánya közelében helyezkedik el.

## Elhelyezkedése
A perui Puno megye San Antonio de Putina tartományának Ananea körzetében található. Tengerszint feletti magassága 5100 méter. A település közelében a La Rinconada nevű tó helyezkedik el, valamint egy gleccser, amely alatt az aranybánya van.

## Lakossága
Lakossága 2009-re 30 ezer fő lett szinte a semmiből, amelyet a 8 év alatt 235%-os aranyár-növekedés okozott.